# 片江学巳
片江学巳（日语：／ Katae Gakushi，1962年12月28日—），日本外交官，现任日本驻罗马尼亚大使。曾任日本驻上海总领事馆首席领事、日本驻沈阳总领事等职务。

## 生平
片江1986年进入日本外务省工作，曾在20世纪80年代到中国学习汉语，并前往北京大学进修。